# Mel Payton
Melvin Eugene "Mel" Payton (Martinsville, Indiana, 16 de julio de 1926 - Indianápolis, Indiana, 12 de mayo de 2001) fue un jugador de baloncesto estadounidense que disputó dos temporadas en la NBA. Con 1,93 metros de estatura, lo hacía en la posición de escolta.

## Trayectoria deportiva

### Universidad
Jugó durante cuatro temporadas con los Green Wave de la Universidad de Tulane, en las que promedió 11,8 puntos por partido. En su último año como universitario fue incluido en el mejor quinteto de la Southeastern Conference.

### Profesional
Fue elegido en la decimonovena posición del Draft de la NBA de 1951 por Philadelphia Warriors, donde jugó una temporada como suplente, promediando 2,9 puntos y 1,8 rebotes por partido.
Al año siguiente fue traspasado a los Indianapolis Olympians a cambio de Don Lofgran. Allí jugaría su última temporada como profesional, promedianto 7,1 puntos y 4,7 rebotes por partido.
Tras retirarse, fue entrenador en equipos de instituto durante 35 años.

## Estadísticas de su carrera en la NBA

### Temporada regular
| Temporada | Edad | Equipo                 | Liga | P   | TIT | MIN  | TC  | TCA | %TC  | 3P | 3PA | %3P | TL  | TLA | %TL  | R.OF. | R.DEF. | REB | ASIS | ROB | TAP | PER | FP  | PTS |
| 1951-52   | 25   | Philadelphia Warriors  | NBA  | 45  |     | 10.5 | 1.2 | 3.1 | .386 |    |     |     | 0.5 | 0.6 | .750 |       |        | 1.8 | 1.0  |     |     |     | 1.5 | 2.9 |
| 1952-53   | 26   | Indianapolis Olympians | NBA  | 66  |     | 21.6 | 2.6 | 7.3 | .357 |    |     |     | 1.8 | 2.4 | .745 |       |        | 4.7 | 1.2  |     |     |     | 1.8 | 7.1 |
| Total     |      |                        | NBA  | 111 |     | 17.1 | 2.0 | 5.6 | .363 |    |     |     | 1.3 | 1.7 | .746 |       |        | 3.6 | 1.1  |     |     |     | 1.7 | 5.4 |

### Playoffs
| Temporada | Edad | Equipo                 | Liga | P | MIN | TCA | TC | 3PA | 3P | TLA | TL | R.OF. | REB | ASIS | ROB | TAP | PER | FP | PTS | %TC  | %3P | %FT   | MIN  | PTS  | REB | AST |
| 1951-52   | 25   | Philadelphia Warriors  | NBA  | 3 | 18  | 1   | 2  |     |    | 2   | 2  |       | 3   | 1    |     |     |     | 6  | 4   | .500 |     | 1.000 | 6.0  | 1.3  | 1.0 | 0.3 |
| 1952-53   | 26   | Indianapolis Olympians | NBA  | 2 | 36  | 7   | 17 |     |    | 7   | 8  |       | 6   | 0    |     |     |     | 7  | 21  | .412 |     | .875  | 18.0 | 10.5 | 3.0 | 0.0 |
| Total     |      |                        | NBA  | 5 | 54  | 8   | 19 |     |    | 9   | 10 |       | 9   | 1    |     |     |     | 13 | 25  | .421 |     | .900  | 10.8 | 5.0  | 1.8 | 0.2 |